# Emma Dahl
Emma Charlotte Amalie Dahl, född 6 april 1819 i Plön i Tyskland, död 13 december 1896, var en norsk (ursprungligen tysk) sångare och kompositör.
Hon var verksam som sångare i Tyskland och sedan på turnéer i Danmark och Sverige 1836–1841, innan hon gifte sig med den norske förläggaren Johan Fjeldsted Dahl och bosatte sig i Oslo, där hon blev aktiv som musikpedagog. Hon framträdde ofta vid konserter i Oslo och höll en salong för stadens konstnärskretsar. Hon var från 1863 verksam som kompositör. 